# Црква Светог Николе у Средској (Богошевци)
Црква Светог Николе у Средској, (заселак Богошевци), насељеном месту на територији општине Призрен, на Косову и Метохији, представља непокретно културно добро као споменик културе од изузетног значаја.

## Положај и архитектура цркве
У засеоку Богошевци, на сеоском гробљу, на терасастој заравни која се стрмо спушта ка обали реке, смештена је једнобродна, полуобличасто засведена црква која се по својим архитектонским одликама и живопису датује у крај 16. или почетак 17. века. Прецизније одређење заувек је нестало са оштећењем ктиторског фреско натписа.
Невелика, представља мали, складано грађен објекат, Црква Св. Николе има три градитељске фазе. Њен источни – најјстарији део чини правоугаона црквица завршена на источној страни полукружном олтарском апсидом у виду нише, која је у наставку на фасади извучена у облику тространог испада са благо назначеним пиластрима, а лево и десно од олтарске апсидалне нише су две мале полукружне нише које означавају просторе ђаконикона и проскомидије. Фасадна декорација је изражена и нишама јединственог профила на свим страницама апсиде, као и лучним слепим засведеним нишама које наглашавају јужну површину фасаде.
У скученој унутрашњости, осветљеној кроз по један прозор са југа и истока, изведене су само полукружне нише олтара и протезиса. Споља је олтарска ниша добила тространи облик, а северна фасада, на којем нема отвора, оживљено је двема нишама. На њихову проскинитарну намену указује сачувано сликарство, те се, као фреско-иконе, у њима налазе допојасне представе Светог арханђела Михаила и Свете Петке.
Цркву је живописао 1887. године живописац Јаков Радев. Испод овог новијег слоја из наведеног периода налази се стараији из времена грађења цркве. Унутрашњом декорацијом и обликовањем простора видно место заузима леп иконостас који је доста добро очуван. У цркви Св. Николе, која је данас саборна за сва села у Средачкој жупи, чува се значајна збирка хронолошки и стилски различитих икона са овога подручја.
Сразмерно добро очуван првобитни живопис датује се на основу стилских обележја у крај XVI или почетак XVII века. Иконографска шема је уобичајена за период у коме су фреске настале. У првој зони су стојеће фигуре светитеља, у другој попрсје светитеља, у трећој циклус Страдања Христових, у четвртој зони су Празници а на сводовима Преображење а са стране представе Христа и Вазнесења са са попрсјима пророка. Добро сачувана целина зидних слика унутар цркве дело је непознатог мајстора сигурног цртежа и склоног наративности, тако да је успео да у овом храму невеликих размера без сажимања прикаже потпуни уобичајени програм. Судећи по добро сачуваној икони Свете Варваре, он је највероватније извео и иконе за олтарску преграду.
Уз цркву је накнадно и несолидно дозидана припрата, над којом се уздиже дрвена звонара. Припрата је пространа, у основи правоугаона грађевина нешто виша од цркве, полуобличасто засведена, осветљена кроз узани прозор са југа и са два улаза на западу и југу. Припрату је 1875. године зидао Живко Шипић познати градитељ средине XIX века. У новије време (последње деценије XX века) је са западне стране цркве додат затворени дрвени трем са звоником, покривен салонит плочама. У близини цркве се налази парохијски дом, а у порти је смештено гробље.
Конзервација архитектуре скромног обима обављена је 1959. и 1960. године
- Улаз у цркву
- Јужна страна цркве
- Мајка Божија - Шира од Небеса
- Тајна вечера
- Олтарска фреска светих отаца
- Свети Никола
- Свети Симеон и Сава
- Свети Романо

## Основ за упис у регистар
Решење Завода за заштиту и научно проучавање споменика културе АКМО у Приштини, бр. 119 од 20.12.1956.г. Закон о заштити споменика културе и природних реткости (Сл. гласник НРС бр. 54/4).

## Иван Јастребов о овој цркви
Иван Јастребов је записао да на овој цркви постоји натпис о томе да је црква подигнута и посвећена Св. николају за време попа Стојана, али без године. Натпис гласи: Извољенијем Оца и поспјешенијем Сина и свршенијем Светога Духа пописа с сиј свети и Божествени храм ижа в светих оца нашего архијереја и чудостворца Христова миркикијскијево Николаја при попо Стоиану.